# Кастелето д'Еро
Кастелѐто д'Ѐро (на италиански: Castelletto d'Erro; на пиемонтски: Castlet d'Er, Кастълет д'Ер) е село и община в Северна Италия, провинция Алесандрия, регион Пиемонт. Разположено е на 544 m надморска височина. Населението на общината е 149 души (към 2010 г.).